# يوم الأمم المتحدة
يوم الأمم المتحدة يوم عالمي يحتفل به منذ العام 1947، حيث قررت الجمعية العامة للأمم المتحدة اتخاذ 24 أكتوبر من كل سنة يوما للاحتفال بذكرى إعلان ميثاق الأمم المتحدة، والهدف من ذلك كسب دعم الشعوب ولتعريفهم بأهداف وإنجازات الأمم المتحدة. في عام 1971 اتخذت الجمعية العامة للأمم المتحدة قرارا (قرار الأمم المتحدة رقم 2782) والقاضي بإعلان يوم الأمم المتحدة عيدا عالميا وأوصت كل الدول الأعضاء بالاحتفال به. يوم الأمم المتحدة هو جزء من أسبوع الأمم المتحدة الذي يمتدد من من 20 إلى 26 أكتوبر.

## الاحتفال بالذكرى
جرت العادة بعقد الاجتماعات وإجراء المناقشات وإقامة المعارض حول إنجازات وأهداف الأمم المتحدة في هذا اليوم كجزء من الاحتفال. في 1971 أوصت الجمعية العمومية الدول الأعضاء بإعلان يوم الأمم المتحدة عطلة رسمية، العديد من المدارس العالمية حول العالم تحتفل في هذا اليوم باختلاف أعراق طلابها ويقدم في تلك الاحتفالات أطباق من مختلف دول العالم. في كوسوفو يوم الأمم المتحدة هو يوم عطلة رسمية.

## روابط إضافية
- موقع يوم الأمم المتحدة